# Sally Hawkins
Sally Cecilia Hawkins (sinh ngày 27 tháng 4 năm 1976) là một nữ diễn viên người Anh. Cô nhận được rất nhiều giải thưởng trong sự nghiệp của mình, bao gồm cả giải Quả cầu vàng và giải Gấu bạc cho nữ diễn viên chính xuất sắc nhất, và nhận được hai đề cử giải Oscar.
Sau khi tốt nghiệp Học viện Nghệ thuật Sân khấu Hoàng gia, Sally bắt đầu sự nghiệp của mình với tư cách là một nữ diễn viên sân khấu trong các tác phẩm như Romeo và Juliet (đóng vai Juliet), Có gì đâu mà rộn và Giấc mộng đêm hè. Vai diễn điện ảnh chính đầu tiên của cô là trong All or Nothing của Mike Leigh vào năm 2002. Cô tiếp tục hợp tác với Mike, với một vai phụ trong Vera Drake (2004) và đảm nhận vai chính trong Yêu đời lên bạn nhé (2008), bộ phim đã giúp cô giành được một số giải thưởng, bao gồm Giải Quả cầu vàng cho Nữ diễn viên phim ca nhạc và hài kịch  xuất sắc nhất và Giải Gấu bạc cho Nữ diễn viên chính xuất sắc nhất.
Sally cũng xuất hiện trong hai bộ phim của Woody Allen, Cassandra's Dream (2007) và Blue Jasmine (2013) - bộ phim đã mang lại cho cô một đề cử cho hạng mục Giải Oscar cho Nữ diễn viên phụ xuất sắc nhất. Cô tiếp tục đóng vai chính trong Made in Dagenham (2010), hai phần phim Gấu Paddington (2014) và Gấu Paddington 2 (2017), Tình yêu của Maudie (2016) và đồng thời cô tham gia diễn xuất trong MonsterVerse với hai phim là Quái vật Godzilla (2014) và Chúa tể Godzilla: Đế vương bất tử (2019). Năm 2017, với vai diễn nữ lao công bị câm "Elisa Esposito" trong bộ phim giả tưởng lãng mạn Người đẹp và thủy quái (2017), Sally đã được ca ngợi và nhận được một đề cử cho hạng mục Giải Oscar cho Nữ diễn viên chính xuất sắc nhất.
Sally cũng đã xuất hiện trong các vở kịch tại Nhà hát Royal Court ở London, và vào năm 2010, cô đã xuất hiện lần đầu trên sân khấu Broadway trong vở nhạc kịch Mrs. Warren's Profession. Năm 2012, cô đóng vai chính trong Constellations tại Nhà hát Royal Court, sau đó được chuyển đến Nhà hát Duke of York ở West End. Trên truyền hình, cô xuất hiện trong các bộ phim chuyển thể của BBC bao gồm Tipping The Velvet (2002) với vai Zena Blake, và Kẻ Móc Túi (2005) với vai Sue Trinder. Cô cũng xuất hiện với vai Anne Elliot trong Persuasion (2007), bộ phim chuyển thể từ tiểu thuyết cùng tên của nhà văn Jane Austen từ ITV.

## Tiểu sử
Sally Cecilia Hawkins sinh ra tại Dulwich, London vào ngày 27 tháng 4 năm 1976, là con gái của Jacqui Hawkins (nhũ danh Jacqueline Sinfield) và Colin Hawkins, tác giả và họa sĩ minh họa cho sách thiếu nhi. Cha mẹ cô đều có tổ tiên là người Ireland. Cô có một người anh trai, Finbar Hawkins, một nhà sản xuất phim điện ảnh và truyền hình. Sally lớn lên ở Blackheath trong một ngôi nhà bánh gừng được National Trust bảo vệ do Patrick Gwynne thiết kế. Sally lần đầu cảm nhận được sự hứng thú với diễn xuất từ năm ba tuổi khi cô đi xem một chương trình xiếc. Lúc đầu, cô dự định sẽ trở thành một diễn viên hài kịch nhưng cuối cùng thì cô lại trở thành một diễn viên sân khấu kịch. Sally Hawkins theo học tại Trường Nữ sinh James Allen ở Dulwich, và sau đó tốt nghiệp Học viện Nghệ thuật Sân khấu Hoàng gia năm 1998. Cô mắc hội chứng khó đọc, hội chứng mệt mỏi mãn tính lupus ban đỏ hệ thống.

## Sự nghiệp
Sally Hawkins bắt đầu sự nghiệp diễn xuất của mình với vai trò là một nữ diễn viên sân khấu kịch. Cô tham gia trong các vở kịch nổi tiếng như là Accidental Death of an Anarchist, Tình yêu và thù hận, The Cherry Orchard, Có gì đâu mà rộn, Giấc mộng đêm hè. Cô cũng có một vài lần xuất hiện trong những bộ phim truyền hình như Casualty (mùa 14) và Doctors. Năm 1998 khi còn là học sinh, Sally Hawkins nhận được một vai quần chúng trong loạt phim ăn khách Star Wars - Chiến tranh giữa các vì sao: Tập I - Hiểm họa bóng ma
Năm 2002, Sally Hawkins chạm ngõ điện ảnh lần đầu tiên với vai diễn "Samantha" trong bộ phim All or Nothing của đạo diễn nổi tiếng Mike Leigh. Đây đồng thời cũng là bộ phim đầu tiên trong số ba bộ phim mà Sally và Mike hợp tác cùng nhau, bộ phim thứ hai họ hợp tác cùng nhau là Vera Drake (2004). Cùng năm đó, Cô cũng xuất hiện với vai "Slasher" trong bộ phim hành động Layer Cake cùng nam tài tử Daniel Craig. Vai diễn truyền hình lớn đầu tiên của cô đến vào năm 2005, khi cô đóng vai "Susan Trinder" trong bộ phim truyền hình BBC được đề cử giải BAFTA, bộ phim chuyển thể từ tiểu thuyết cùng tên Fingersmith của Sarah Waters, trong đó cô đóng chung với nữ minh tinh Imelda Staunton. Sau đó, cô tiếp tục nhận các vai chính trong một bộ phim phiên bản chuyển thể khác của BBC là Twenty Thousand Streets Under the Sky của Patrick Hamilton. Từ năm 2003 đến 2005 Sally đã xuất hiện trong bốn tập của loạt phim hài quốc dân của BBC - Little Britain.
Cô cũng đã cho góp giọng của mình cho nhiều chương trình phát thanh như Concrete Cow, Ed Reardon's Week, Think the Unthinkable, Cash Cows, War With The Newts và The Party Line – Và Sally cũng tham gia với vai trò biên kịch trong những chương trình đó. Năm 2006, Sally trở lại sân khấu, xuất hiện tại Nhà hát Hoàng gia trong vở kịch The Winterling của Jez Butterworth.
Năm 2007, cô thủ vai nàng "Anne Elliot" trong bộ phim truyền hình Persuasion của nữ nhà văn Jane Austen.  Màn trình diễn của cô đã được các nhà phê bình đón nhận nồng nhiệt và xuất sắc đoạt được giải Golden Nymph. Cùng năm đó, Sally cũng có một vai phụ trong bộ phim của đạo diễn nổi tiếng Woody Allen, Cassandra's Dream, với sự tham gia của Colin Farrell và Ewan McGregor.
Năm 2008, Sally đã có bước đột phá lớn khi tái hợp với đạo diễn lừng danh Mike Leigh lần thứ ba trong bộ phim hài kịch năm 2008 mang tên Happy-Go-Lucky, thủ vai "Poppy Cross", một giáo viên mầm non tốt bụng. Nhà phê bình Roger Ebert đã cho rằng bộ phim này là một trong bốn ngôi sao ca ngợi sự hài hước, sâu sắc và diễn xuất của Sally và ông nói rằng "Sally Hawkins là một niềm vui để đón xem." Peter Bradshaw từ tờ The Guardian đã viết rằng "Sally Hawkins thủ vai "Poppy" là một điều tuyệt vời". Trong khi Tom Long của The Detroit News gọi là màn trình diễn của cô " xứng đáng với giải Oscar". Vai diễn này của Sally đã đem về cho cô nhiều giải thưởng, bao gồm cả Giải Quả cầu vàng cho Nữ diễn viên phim hài kịch, nhạc kịch xuất sắc nhất và Giải Gấu bạc cho Nữ diễn viên xuất sắc nhất.
Năm 2010, Sally Hawkins tham gia diễn xuất trong ba bộ phim bao gồm Made in Dagenham, Submarine và Never Let Me Go và cả ba bộ phim đều được công chiếu tại Liên hoan phim quốc tế Toronto năm 2010. Tất cả đều nhận được đánh giá tích cực và màn trình diễn của Sally trong những phim này đều được khen ngợi. Về màn trình diễn của cô trong Made in Dagenham, Roger Ebert đã viết rằng "Sally Hawkins cho thấy được một sự nhẹ nhàng nhưng không mệt mỏi". Trong khi Xan Brooks của The Guardian đã nhận xét rằng "Sally mang đến một màn trình diễn đầy sự chiến thắng". Vào tháng 10 cùng năm, cô xuất hiện trên sân khấu với vai "Vivie" trong vở kịch nổi tiếng Mrs. Warren’s Profession tại Nhà hát American Airlines.  Năm 2011, Sally đã có một vai phụ trong bộ phim chuyển thể từ tiểu thuyết cùng tên Jane Eyre và có một vai nữ chính trong bộ phim hài lãng mạn Love Birds. Năm 2012, cô và Rafe Spall kết hợp với nhau trong vở kịch Constellations tại Nhà hát Tòa án Hoàng gia và sau đó là Nhà hát Công tước xứ York. Vở kịch đã được khen ngợi với những đánh giá tích cực và giành chiến thắng hạng mục Vở kịch hay nhất tại Lễ trao giải Evening Standard Theatre. Cô cũng có một vai nhỏ là "bà Joe" trong bộ phim Great Expectations bản 2012.
Năm 2013, Sally tiếp tục hợp tác đạo diễn Woody Allen lần thứ hai trong bộ phim Blue Jasmine đóng cùng Cate Blanchett, vai diễn "Ginger" của cô trong phim đã giúp cô nhận được đề cử giải Oscar đầu tiên với hạng mục Nữ diễn viên phụ xuất sắc nhất, cũng như những giải thưởng quan trọng khác như giải BAFTA, giải Quả cầu vàng và nhận được nhiều giải thưởng khác, đặc biệt là giải Empire. Cùng năm cô đóng vai chính trong All Is Bright, cùng với Paul Giamatti và Paul Rudd và có một vai cameo trong bộ phim The Double của đạo diễn Richard Ayoade. Năm 2014, Sally xuất hiện trong phim điện ảnh Quái vật Godzilla, đánh dấu cột mốc lần đầu tiên Sally chính thức tham gia vào một Vũ trụ Điện ảnh lớn MonsterVerse, với vai diễn "Tiến sĩ Vivienne Graham", một nhà khoa học hỗ trợ Tiến sĩ Ishiro Serizawa do Ken Watanabe thủ vai. Quái vật Godzilla đã nhận được những đánh giá tích cực và thu về hơn 529 triệu đô la để trở thành bộ phim được xem nhiều nhất của Sally Hawkins cho đến thời điểm đó. Cô đã thể hiện lại vai diễn trong phần tiếp theo của loạt phim là Chúa tể Godzilla: Đế vương bất tử và thu về 177 triệu đô la vào ngày đầu công chiếu và sau đó trở thành một trong những bộ phim có doanh thu cao nhất năm 2019. Cô cũng đóng chung với John Hawkes và Michael Cera trong bộ phim truyền hình How and Why của Charlie Kaufman.
Sally đóng vai mẹ của nhân vật của Asa Butterfield thủ vai trong bộ phim truyền hình X+Y  được công chiếu tại Liên hoan phim quốc tế Toronto 2014. Vào tháng 11 năm 2014, cô đóng vai "Bà Brown" trong Gấu Paddington được giới phê bình đánh giá cao. Bộ phim dựa trên những cuốn sách thiếu nhi của Michael Bond, nói về Paddington, một con gấu "có thể nói và suy nghĩ như con người" di cư từ những khu rừng tối nhất ở Peru đến đường phố London, được gia đình Brown nhận nuôi. Sally đã quay trở lại vai diễn "Bà Brown" trong phần tiếp theo là Gấu Paddington 2 (2017), phim cũng đã nhận được sự tán dương.
Năm 2017, cô hợp tác lần đâu tiên với đạo diễn người Mexico nổi tiếng, Guillermo del Toro trong bộ phim điện ảnh Người đẹp và thủy quái, với vai chính "Elisa Esposito", một người lao công bị câm làm việc tại một phòng thí nghiệm bí ẩn, bơi đang giam giữ một sinh vật lưỡng cư kì dị (do Doug Jones thủ vai). Sally đã nhận được sự nhiều khen ngợi cho màn trình diễn của cô. Matthew Norman của tòa soạn London Standard gọi đó là màn trình diễn xác định nghề nghiệp. Mark Kermode của tờ The Guardian gọi cô là "siêu phàm", Mihir Fadnavis từ Firstpost cho rằng đó là "màn trình diễn của sự chiến thắng", trong khi Ann Horaday viết cho tờ The Washington Post nói rằng "Sally Hawkins đã mang đến một màn trình diễn tuyệt đẹp". Sally đã tiếp tục nhận được đề cử trong các giải thưởng nổi tiếng như giải Oscars, giải Quả cầu vàng, giải BAFTA và giải SAG cho hạng mục Nữ diễn viên xuất sắc nhất và bộ phim đồng thời cũng đã giành được giải Oscar cho Phim hay nhất tại Lễ trao giải Oscar lần thứ 90.

## Các tác phẩm đã tham gia

### Điện ảnh
| Năm  | Tựa đề                            | Vai diễn                | Đạo diễn                   | Ghi chú             |
| ---- | --------------------------------- | ----------------------- | -------------------------- | ------------------- |
| 2002 | All or Nothing                    | Samantha                | Mike Leigh                 |                     |
| 2004 | Vera Drake                        | Susan Wells             | Mike Leigh                 |                     |
| 2004 | Layer Cake                        | Slasher                 | Matthew Vaughn             |                     |
| 2007 | Cassandra's Dream                 | Kate                    | Woody Allen                |                     |
| 2007 | WΔZ                               | Elly Carpenter          | Tom Shankland              |                     |
| 2008 | Yêu đời lên bạn nhé               | Poppy Cross             | Mike Leigh                 |                     |
| 2009 | An Education                      | Sarah Goldman           | Lone Scherfig              |                     |
| 2009 | Desert Flower                     | Marylin                 | Sherry Hormann             |                     |
| 2009 | Happy Ever Afters                 | Maura                   | Stephen Burke              |                     |
| 2010 | It's a Wonderful Afterlife        | Linda / Gitali          | Gurinder Chadha            |                     |
| 2010 | Never Let Me Go                   | Cô Lucy                 | Mark Romanek               |                     |
| 2010 | Made in Dagenham                  | Rita O'Grady            | Nigel Cole                 |                     |
| 2010 | Submarine                         | Jill Tate               | Richard Ayoade             |                     |
| 2011 | Love Birds                        | Holly                   | Paul Murphy                |                     |
| 2011 | Jane Eyre                         | Bà Reed                 | Cary Joji Fukunaga         |                     |
| 2012 | Great Expectations                | Bà Joe                  | Mike Newell                |                     |
| 2013 | All Is Bright                     | Olga                    | Phil Morrison              |                     |
| 2013 | Blue Jasmine                      | Ginger                  | Woody Allen                |                     |
| 2013 | The Double                        | Nhân viên lễ tân        | Richard Ayoade             | Diễn viên khách mời |
| 2014 | Quái vật Godzilla                 | Tiến sĩ Vivienne Graham | Gareth Edwards             |                     |
| 2014 | X+Y                               | Julie Ellis             | Morgan Matthews            |                     |
| 2014 | Gấu Paddington                    | Mary Brown              | Paul King                  |                     |
| 2016 | Tình yêu của Maudie               | Maud Lewis              | Aisling Walsh              |                     |
| 2017 | Người đẹp và thủy quái            | Elisa Esposito          | Guillermo Del Toro         |                     |
| 2017 | Gấu Paddington 2                  | Mary Brown              | Paul King                  |                     |
| 2019 | Chúa tể Godzilla: Đế vương bất tử | Tiến sĩ Vivienne Graham | Michael Dougherty          |                     |
| 2019 | Eternal Beauty                    | Jane                    | Craig Roberts              |                     |
| 2021 | Spencer                           | Maggie                  | Pablo Larraín              |                     |
| 2021 | The Phantom of the Open           | Jean Flitcroft          | Craig Roberts              |                     |
| 2021 | A Boy Called Christmas            | Mẹ Vodol                | Gil Kenan                  |                     |
| 2022 | The Lost King                     | Philippa Langley        | Stephen Frears             |                     |
| 2023 | Wonka                             |                         | Paul King                  |                     |
| 2023 | Kensuke's Kingdom                 | Người mẹ                | Neil Boyle, Kirk Hendry    |                     |
| 2025 | Mượn hồn đoạt xác                 | Laura                   | Danny và Michael Philippou |                     |

### Truyền hình
| Năm  | Tựa đề                                  | Vai diễn                                  | Đạo diễn                        | Ghi chú                                                     |
| ---- | --------------------------------------- | ----------------------------------------- | ------------------------------- | ----------------------------------------------------------- |
| 1999 | Casualty (mùa 14)                       | Emma Lister                               | Dominic Lees                    | Tập: "To Have And To Hold"                                  |
| 2000 | Doctors                                 | Sarah Carne                               | Neil Adams                      | Tập: "Pretty Baby"                                          |
| 2002 | Tipping The Velvet                      | Zena Blake                                | Geoffrey Sax                    | 2 tập (tập 2, 3)                                            |
| 2003 | Little Britain (mùa 1)                  | Cathy                                     | Steve Bendelack                 | Tập 1                                                       |
| 2003 | Promoted To Glory                       | Lisa                                      | Richard Spence                  | Phim dài                                                    |
| 2003 | The Young Visiters                      | Rosalind                                  | David Yates                     | Phim dài                                                    |
| 2003 | Bryon                                   | Mary Shelley                              | Julian Farino                   | Phim dài                                                    |
| 2004 | Little Britain (mùa 2)                  | Cathy                                     | Matt Lipsey                     | Tập 5                                                       |
| 2004 | The Bunk Bed Boys                       | Helen                                     | Gareth Carrivick                | Phim dài                                                    |
| 2005 | Little Britain (mùa 3)                  | Olivia                                    | Declan Lowney                   | Tập 3                                                       |
| 2005 | Kẻ Móc Túi                              | Susan Trinder                             | Aisling Walsh                   | 3 tập                                                       |
| 2005 | Twenty Thousand Streets Under The Sky   | Ella                                      | Simon Curtis                    | 3 tập                                                       |
| 2006 | Shiny Shiny Bright New Hole In My Heart | Nathalie                                  | Marc Munden                     | Phim dài                                                    |
| 2006 | HG Wells' War With The World            | Rebecca West                              | James Kent                      | Phim dài                                                    |
| 2006 | Man To Man With Dean Learner            | Nhiều nhân vật                            |                                 | 3 tập                                                       |
| 2007 | Thuyết Phục                             | Anne Elliot                               | Adrian Shergold                 | Phim dài                                                    |
| 2007 | The Everglades                          |                                           | Nick Wood                       | Phim ngắn, diễn viên kiêm biên kịch                         |
| 2011 | Little Crackers (mùa 2)                 | Người mẹ                                  | Paul King                       | Tập: "Barbara Windsor's Little Cracker: My First Brassiere" |
| 2012 | Room On The Broom                       | Chim xanh (lồng tiếng)                    | Jan Lachauer, Max Lang          | Phim hoạt hình ngắn                                         |
| 2014 | How And Why                             | Yvonne Hesselman                          | Charlie Kaufman                 |                                                             |
| 2015 | Stick Man                               | Quý cô Khúc củi                           | Jeroen Jaspaert, Daniel Snaddon | Phim hoạt hình ngắn                                         |
| 2016 | The Hollow Crown: The Wars Of The Roses | Eleanor, Công tước phu nhân xứ Gloucester | Dominic Cooke                   | Tập: "Henry VI, Phần 1"                                     |
| 2019 | The Snail And The Whale                 | Ốc biển (lồng tiếng)                      | Max Lang, Daniel Snaddon        | Phim hoạt hình ngắn                                         |
| 2022 | Mammals                                 | Lue                                       | Stephanie Laing                 | 5 tập                                                       |

### Sân khấu
| Năm  | Tựa đề                           | Vai diễn        | Nơi trình diễn                                         |
| ---- | -------------------------------- | --------------- | ------------------------------------------------------ |
| 1998 | Romeo và Juliet                  | Juliet Capulet  | Nhà hát Hoàng gia York                                 |
| 1998 | Accidental Death of an Anarchist |                 | Trung tâm Nghệ thuật Battersea                         |
| 1999 | The Cherry Orchard               | Anya Ranevskaya | Nhà hát Hoàng gia York                                 |
| 1999 | Svejk                            |                 | Nhà hát Gate                                           |
| 1999 | The Dybbuk                       | Leah            | Trung tâm Nghệ thuật Battersea                         |
| 2000 | Giấc mộng đêm hè                 | Hermia          | Nhà hát Ngoài trời của Công viên Regent                |
| 2000 | Có gì đâu mà rộn                 | Hero            | Nhà hát Ngoài trời của Công viên Regent                |
| 2001 | Misconceptions                   | Zoe             | Nhà hát Octagon                                        |
| 2004 | Country Music                    | Lynsey Sargeant | Nhà hát Tòa án Hoàng gia                               |
| 2005 | The House Of Bernarda Alba       | Adela Alba      | Nhà hát Quốc gia Hoàng gia                             |
| 2006 | The Winterling                   | Lue             | Nhà hát Tòa án Hoàng gia                               |
| 2010 | Mrs. Warren's Profession         | Vivie Warren    | Nhà hát Hàng không Hoa Kỳ                              |
| 2012 | Constellations                   | Marianne        | Nhà hát Tòa án Hoàng gia Nhà hát của Công tước xứ York |
| 2015 | Letters Live                     | Người đọc       | Hội trường của Freemasons                              |

### Phát thanh
| Năm  | Tựa đề                                 | Vai diễn         | Ghi chú                                   |
| ---- | -------------------------------------- | ---------------- | ----------------------------------------- |
| 2002 | Concrete Cow                           | Nhiều nhân vật   | Đài BBC 4, phát thanh viên kiêm biên kịch |
| 2004 | Think The Unthinkable                  |                  | Đài BBC 4                                 |
| 2004 | The Cenci Family                       | Beatrice Cenci   | Đài BBC 4                                 |
| 2005 | Ed Reardon's Week (mùa 1)              | Ping             | Đài BBC 4                                 |
| 2005 | Cash Cows                              | Kerry            | Đài BBC 4                                 |
| 2005 | War With The Newts                     | Olga             | Đài BBC 4                                 |
| 2005 | The Party Line                         |                  | Đài BBC 4                                 |
| 2005 | Afternoon Romancers                    | Liz              | Đài BBC 4                                 |
| 2006 | Salome                                 | Joanna           | Đài BBC 3                                 |
| 2007 | Ed Reardon's Week (mùa 3)              | Ping             | Đài BBC 4                                 |
| 2007 | Ed Reardon's Week (mùa 4)              | Ping             | Đài BBC 4                                 |
| 2007 | Cut To The Heart                       | Alice            | Đài BBC 4                                 |
| 2007 | Demonstrating Grace                    | Người dẫn chuyện | Đài BBC 4                                 |
| 2010 | Greed All About It                     | Alice            | Đài BBC 4                                 |
| 2011 | Revolution                             | Therese          | Đài BBC 4                                 |
| 2015 | Book At Bedtime: The Girl On The Train | Người dẫn chuyện | Đài BBC 4                                 |

### Phim ngắn
| Năm  | Tựa đề            | Vai diễn | Đạo diễn          | Ghi chú |
| ---- | ----------------- | -------- | ----------------- | ------- |
| 1996 | Mirror, Mirror... | Jenny    | Baillie Walsh     |         |
| 2006 | Hollow China      | Terry    | Matt Platts-Mills |         |
| 2013 | The Phone Call    | Heather  | Mat Kirkby        |         |

## Giải thưởng và đề cử
| Năm  | Tác phẩm                | Giải thưởng                                                                              | Kết quả   |
| ---- | ----------------------- | ---------------------------------------------------------------------------------------- | --------- |
| 2007 | Persuasion              | Giải Nymph Award cho Nữ diễn viên chính phim truyền hình có màn trình diễn xuất sắc nhất | Đoạt giải |
| 2007 | Persuasion              | Giải Royal Television cho Nữ diễn viên chính xuất sắc nhất                               | Đoạt giải |
| 2008 | Yêu đời lên bạn nhé     | Giải Liên minh các nữ nhà báo hoạt động về điện ảnh cho Nữ diễn viên chính xuất sắc nhất | Đoạt giải |
| 2008 | Yêu đời lên bạn nhé     | Giải Liên minh các nữ nhà báo hoạt động về điện ảnh cho Màn trình diễn đột phá nhất      | Đoạt giải |
| 2008 | Yêu đời lên bạn nhé     | Giải Hiệp hội Phê bình phim Boston cho Nữ diễn viên chính xuất sắc nhất                  | Đoạt giải |
| 2008 | Yêu đời lên bạn nhé     | Giải International Cinephile Society cho Nữ diễn viên chính xuất sắc nhất                | Đoạt giải |
| 2008 | Yêu đời lên bạn nhé     | Giải Evening Standard British Film Peter Sellers cho Phim hài kịch                       | Đoạt giải |
| 2008 | Yêu đời lên bạn nhé     | Giải Quả cầu vàng cho Nữ diễn viên chính phim ca nhạc hoặc hài kịch xuất sắc nhất        | Đoạt giải |
| 2008 | Yêu đời lên bạn nhé     | Giải Hollywood Film cho Nữ diễn viên đột phá của năm                                     | Đoạt giải |
| 2008 | Yêu đời lên bạn nhé     | Giải Hiệp hội Phê bình phim Los Angeles cho Nữ diễn viên chính xuất sắc nhất             | Đoạt giải |
| 2008 | Yêu đời lên bạn nhé     | Giải Hiệp hội Phê bình phim Quốc gia cho Nữ diễn viên chính xuất sắc nhất                | Đoạt giải |
| 2008 | Yêu đời lên bạn nhé     | Giải Hiệp hội Phê bình phim New York cho Nữ diễn viên chính xuất sắc nhất                | Đoạt giải |
| 2008 | Yêu đời lên bạn nhé     | Giải Hiệp hội Phê bình phim trực tuyến New York cho Nữ diễn viên chính xuất sắc nhất     | Đoạt giải |
| 2008 | Yêu đời lên bạn nhé     | Giải Hiệp hội Phê bình phim trực tuyến New York cho Màn trình diễn đột phá nhất          | Đoạt giải |
| 2008 | Yêu đời lên bạn nhé     | Giải của Hiệp hội phê bình phim San Francisco cho Nữ diễn viên chính xuất sắc nhất       | Đoạt giải |
| 2008 | Yêu đời lên bạn nhé     | Giải Vệ tinh cho Nữ diễn viên chính xuất sắc nhất phim chính kịch                        | Đoạt giải |
| 2008 | Yêu đời lên bạn nhé     | Giải Gấu bạc cho Nữ diễn viên chính xuất sắc nhất                                        | Đoạt giải |
| 2008 | Yêu đời lên bạn nhé     | Cuộc thăm dò ý kiến Village Voice Film – Nữ diễn viễn xuất sắc nhất                      | Đoạt giải |
| 2008 | Yêu đời lên bạn nhé     | Giải Liên minh các nữ nhà báo hoạt động về điện ảnh cho Dàn diễn viên xuất sắc nhất      | Đề cử     |
| 2008 | Yêu đời lên bạn nhé     | Giải Phim độc lập của Anh cho Nữ diễn viên chính xuất sắc nhất                           | Đề cử     |
| 2008 | Yêu đời lên bạn nhé     | Giải Hiệp hội Phê bình phim Chicago cho Nữ diễn viên chính xuất sắc nhất                 | Đề cử     |
| 2008 | Yêu đời lên bạn nhé     | Giải Hiệp hội Phê bình phim Dallas–Fort Worth cho Nữ diễn viên chính xuất sắc nhất       | Đề cử     |
| 2008 | Yêu đời lên bạn nhé     | Giải European cho Nữ diễn viên chính xuất sắc nhất                                       | Đề cử     |
| 2008 | Yêu đời lên bạn nhé     | Giải Hiệp hội Phê bình phim Luân Đôn cho Nữ diễn viên người Anh của năm                  | Đề cử     |
| 2008 | Yêu đời lên bạn nhé     | Giải Hiệp hội Phê bình phim trực tuyến cho Nữ diễn viên chính xuất sắc nhất              | Đề cử     |
| 2008 | Yêu đời lên bạn nhé     | Giải Hiệp hội Phê bình phim Vancouver cho Nữ diễn viên chính xuất sắc nhất               | Đề cử     |
| 2010 | Made in Dagenham        | Giải Phim độc lập của Anh cho Nữ diễn viên chính xuất sắc nhất                           | Đề cử     |
| 2010 | Made in Dagenham        | Giải Vệ tinh cho Nữ diễn viên chính phim ca nhạc hoặc hài kịch xuất sắc nhất             | Đề cử     |
| 2010 | Made in Dagenham        | Giải Evening Standard British Film cho Nữ diễn viên chính xuất sắc nhất                  | Đề cử     |
| 2010 | Submarine               | Giải Phim độc lập của Anh cho Nữ diễn viên phụ xuất sắc nhất                             | Đề cử     |
| 2013 | Blue Jasmine            | Giải Empire cho Nữ diễn viên phụ xuất sắc nhất                                           | Đoạt giải |
| 2013 | Blue Jasmine            | Giải Hiệp hội Phê bình phim Quốc gia cho Nữ diễn viên phụ xuất sắc nhất                  | Á quân    |
| 2013 | Blue Jasmine            | Giải Oscar cho Nữ diễn viên phụ xuất sắc nhất                                            | Đề cử     |
| 2013 | Blue Jasmine            | Giải AACTA International cho Nữ diễn viên phụ xuất sắc nhất                              | Đề cử     |
| 2013 | Blue Jasmine            | Giải Alliance of Women Film Journalists cho Nữ diễn viên phụ xuất sắc nhất               | Đề cử     |
| 2013 | Blue Jasmine            | Giải BAFTA cho Nữ diễn viên phụ xuất sắc nhất                                            | Đề cử     |
| 2013 | Blue Jasmine            | Giải Dallas–Fort Worth Film Critics Association cho Nữ diễn viên phụ xuất sắc nhất       | Đề cử     |
| 2013 | Blue Jasmine            | Giải Hiệp hội Phê bình phim Detroit cho Dàn diễn viễn xuất sắc nhất                      | Đề cử     |
| 2013 | Blue Jasmine            | Giải Georgia Film Critics Association cho Nữ diễn viên phụ xuất sắc nhất                 | Đề cử     |
| 2013 | Blue Jasmine            | Giải Quả cầu vàng cho Nữ diễn viên phụ phim điện ảnh xuất sắc nhất                       | Đề cử     |
| 2013 | Blue Jasmine            | Giải Tinh thần độc lập cho Nữ diễn viên phụ xuất sắc nhất                                | Đề cử     |
| 2013 | Blue Jasmine            | Giải International Cinephile Society cho Nữ diễn viên phụ xuất sắc nhất                  | Đề cử     |
| 2013 | Blue Jasmine            | Giải London Film Critics' Circle cho Nữ diễn viên phụ của năm                            | Đề cử     |
| 2013 | Blue Jasmine            | Giải London Film Critics' Circle cho Nữ diễn viên người Anh của năm                      | Đề cử     |
| 2013 | Blue Jasmine            | Giải Online Film Critics Society cho Nữ diễn viên phụ xuất sắc nhất                      | Đề cử     |
| 2013 | Blue Jasmine            | Giải San Diego Film Critics Society cho Nữ diễn viên phụ xuất sắc nhất                   | Đề cử     |
| 2013 | Blue Jasmine            | Giải Vệ tinh cho Nữ diễn viên phụ phim điện ảnh xuất sắc nhất                            | Đề cử     |
| 2014 | X+Y                     | Giải Phim độc lập của Anh cho Nữ diễn viên phụ xuất sắc nhất                             | Đề cử     |
| 2014 |                         | Giải Glamour cho Nữ diễn viên phim                                                       | Đoạt giải |
| 2016 | Tình yêu của Maudie     | Giải Màn ảnh Canada cho Nữ diễn viên chính phim điện ảnh có màn trình diễn xuất sắc nhất | Đoạt giải |
| 2016 | Tình yêu của Maudie     | Giải San Diego Film Critics Society cho Nữ diễn viên chính xuất sắc nhất                 | Đoạt giải |
| 2016 | Tình yêu của Maudie     | Giải Hiệp hội Phê bình phim Quốc gia cho Nữ diễn viên chính xuất sắc nhất                | Đoạt giải |
| 2016 | Tình yêu của Maudie     | Giải London Film Critics' Circle cho Nữ diễn viên người Anh của năm                      | Đoạt giải |
| 2016 | Tình yêu của Maudie     | Giải Irish Film & Television cho Nữ diễn viên phim quốc tế xuất sắc nhất                 | Đề cử     |
| 2017 | Người đẹp và thủy quái  | Giải Hiệp hội Phê bình phim Boston cho Nữ diễn viên chính xuất sắc nhất                  | Đoạt giải |
| 2017 | Người đẹp và thủy quái  | Giải Hiệp hội Phê bình phim Dallas–Fort Worth cho Nữ diễn viên chính xuất sắc nhất       | Đoạt giải |
| 2017 | Người đẹp và thủy quái  | Giải Dorian cho Nữ diễn viên phim có màn trình diễn của năm                              | Đoạt giải |
| 2017 | Người đẹp và thủy quái  | Giải Hiệp hội Phê bình phim Houston cho Nữ diễn viên chính xuất sắc nhất                 | Đoạt giải |
| 2017 | Người đẹp và thủy quái  | Giải Hiệp hội Phê bình phim Luân Đôn cho Nữ diễn viên người Anh của năm                  | Đoạt giải |
| 2017 | Người đẹp và thủy quái  | Giải Hiệp hội Phê bình phim Los Angeles cho Nữ diễn viên chính xuất sắc nhất             | Đoạt giải |
| 2017 | Người đẹp và thủy quái  | Giải Hiệp hội Phê bình phim Quốc gia cho Nữ diễn viên chính xuất sắc nhất                | Đoạt giải |
| 2017 | Người đẹp và thủy quái  | Giải Hiệp hội Phê bình phim trực tuyến cho Nữ diễn viên chính xuất sắc nhất              | Đoạt giải |
| 2017 | Người đẹp và thủy quái  | Giải Hiệp hội Phê bình phim cho Nữ diễn viên chính xuất sắc nhất                         | Á quân    |
| 2017 | Người đẹp và thủy quái  | Giải Vệ tinh cho Nữ diễn viên chính phim điện ảnh xuất sắc nhất                          | Đoạt giải |
| 2017 | Người đẹp và thủy quái  | Giải St. Louis Gateway Film Critics Association cho Nữ diễn viên chính xuất sắc nhất     | Á quân    |
| 2017 | Người đẹp và thủy quái  | Giải Oscar cho Nữ diễn viên chính xuất sắc nhất                                          | Đề cử     |
| 2017 | Người đẹp và thủy quái  | Giải BAFTA cho Nữ diễn viên chính xuất sắc nhất                                          | Đề cử     |
| 2017 | Người đẹp và thủy quái  | Giải AACTA cho Nữ diễn viên chính phim điện ảnh quốc tế xuất sắc nhất                    | Đề cử     |
| 2017 | Người đẹp và thủy quái  | Giải Austin Film Critics Association cho Nữ diễn viên chính xuất sắc nhất                | Đề cử     |
| 2017 | Người đẹp và thủy quái  | Giải Hiệp hội Phê bình phim Chicago cho Nữ diễn viên chính xuất sắc nhất                 | Đề cử     |
| 2017 | Người đẹp và thủy quái  | Giải Critics' Choice Movie cho Nữ diễn viên chính xuất sắc nhất                          | Đề cử     |
| 2017 | Người đẹp và thủy quái  | Giải Hiệp hội Phê bình phim Detroit cho Nữ diễn viên chính xuất sắc nhất                 | Đề cử     |
| 2017 | Người đẹp và thủy quái  | Giải Evening Standard British Film cho Nữ diễn viên chính xuất sắc nhất                  | Đề cử     |
| 2017 | Người đẹp và thủy quái  | Giải Hiệp hội Phê bình phim Florida cho Nữ diễn viên chính xuất sắc nhất                 | Đề cử     |
| 2017 | Người đẹp và thủy quái  | Giải Quả cầu vàng cho Nữ diễn viên chính phim chính kịch xuất sắc nhất                   | Đề cử     |
| 2017 | Người đẹp và thủy quái  | Giải Hiệp hội Phê bình phim Luân Đôn cho Nữ diễn viên của năm                            | Đề cử     |
| 2017 | Người đẹp và thủy quái  | Giải của Hiệp hội phê bình phim San Francisco cho Nữ diễn viên chính xuất sắc nhất       | Đề cử     |
| 2017 | Người đẹp và thủy quái  | Giải Sao Thổ cho Nữ diễn viên chính xuất sắc nhất                                        | Đề cử     |
| 2017 | Người đẹp và thủy quái  | Giải Screen Actors Guild cho Nữ diễn viên chính có màn trình diễn nổi bật nhất           | Đề cử     |
| 2017 | Người đẹp và thủy quái  | Giải Hiệp hội Phê bình phim Toronto cho Nữ diễn viên chính xuất sắc nhất                 | Đề cử     |
| 2017 | Người đẹp và thủy quái  | Giải Hiệp hội Phê bình phim Vancouver cho Nữ diễn viên chính xuất sắc nhất               | Đề cử     |
| 2017 | Người đẹp và thủy quái  | Giải Hiệp hội Phê bình phim Washington D.C. cho Nữ diễn viên chính xuất sắc nhất         | Đề cử     |
| 2017 | Gấu Paddington 2        | Giải Hiệp hội Phê bình phim Luân Đôn cho Nữ diễn viên người Anh của năm                  | Đoạt giải |
| 2019 | The Snail And The Whale | Giải British Animation cho Màn lồng tiếng xuất sắc nhất                                  | Đoạt giải |
| 2019 | Eternal Beauty          | Giải Phim độc lập của Anh cho Nữ diễn viên chính xuất sắc nhất                           | Đề cử     |
| 2020 |                         | Giải Raindance Icon                                                                      | Đoạt giải |